# Panellus stipticus
Panellus stipticus là một loài nấm thường mọc thành đám trên các khúc gỗ và loài nấm này có khả năng phát quang sinh học vào ban đêm. Loài nấm này thuộc họ Mycenaceae, là loài điển hình của chi Panellus. Loài này phân bố rộng rãi và phổ biến, được tìm thấy ở châu Á, Australasia, châu Âu và Bắc Mỹ, nơi nó mọc thành nhóm trên các loài cây như sồi, fagus và bạch dương.

## Hình ảnh

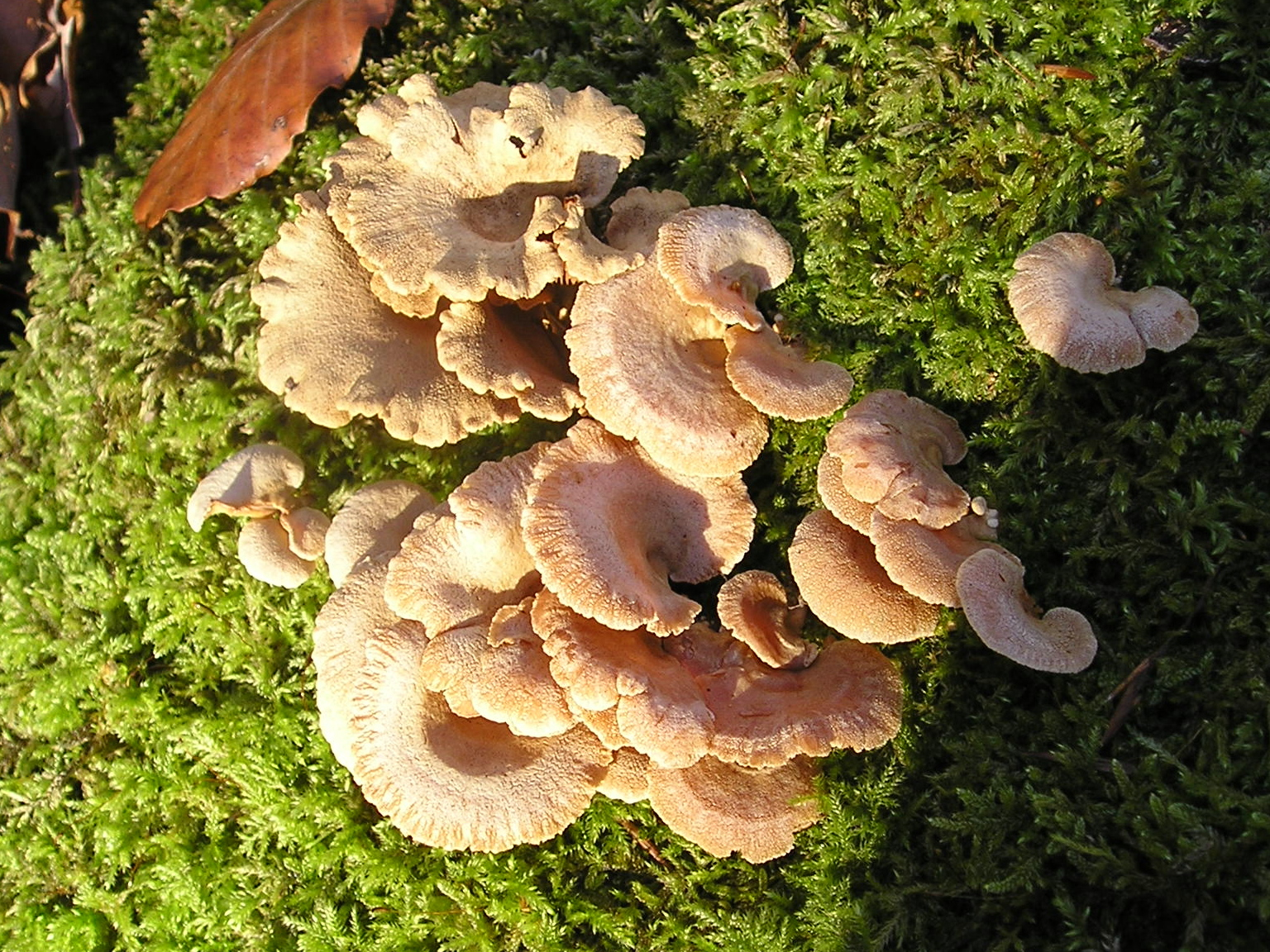
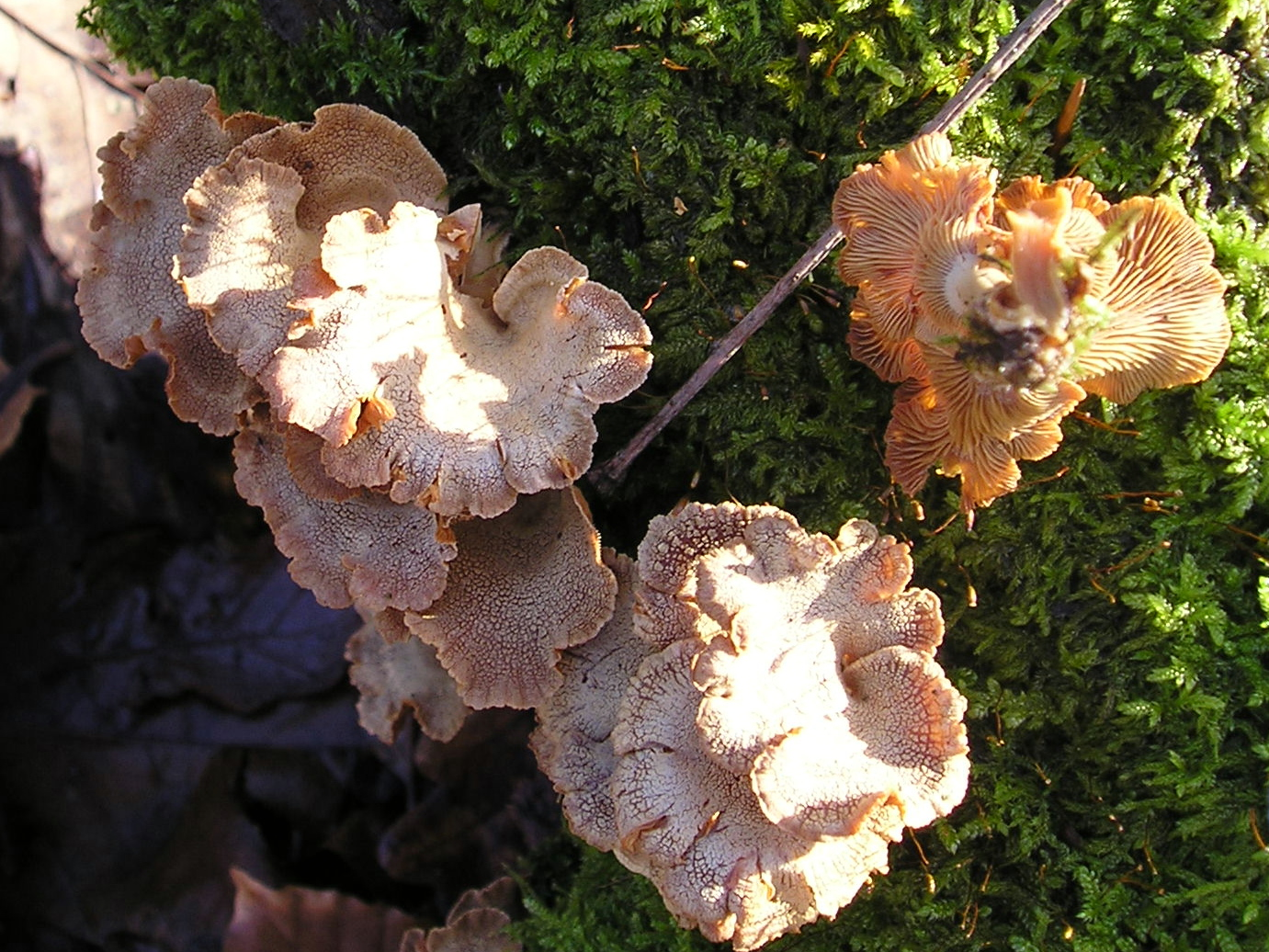
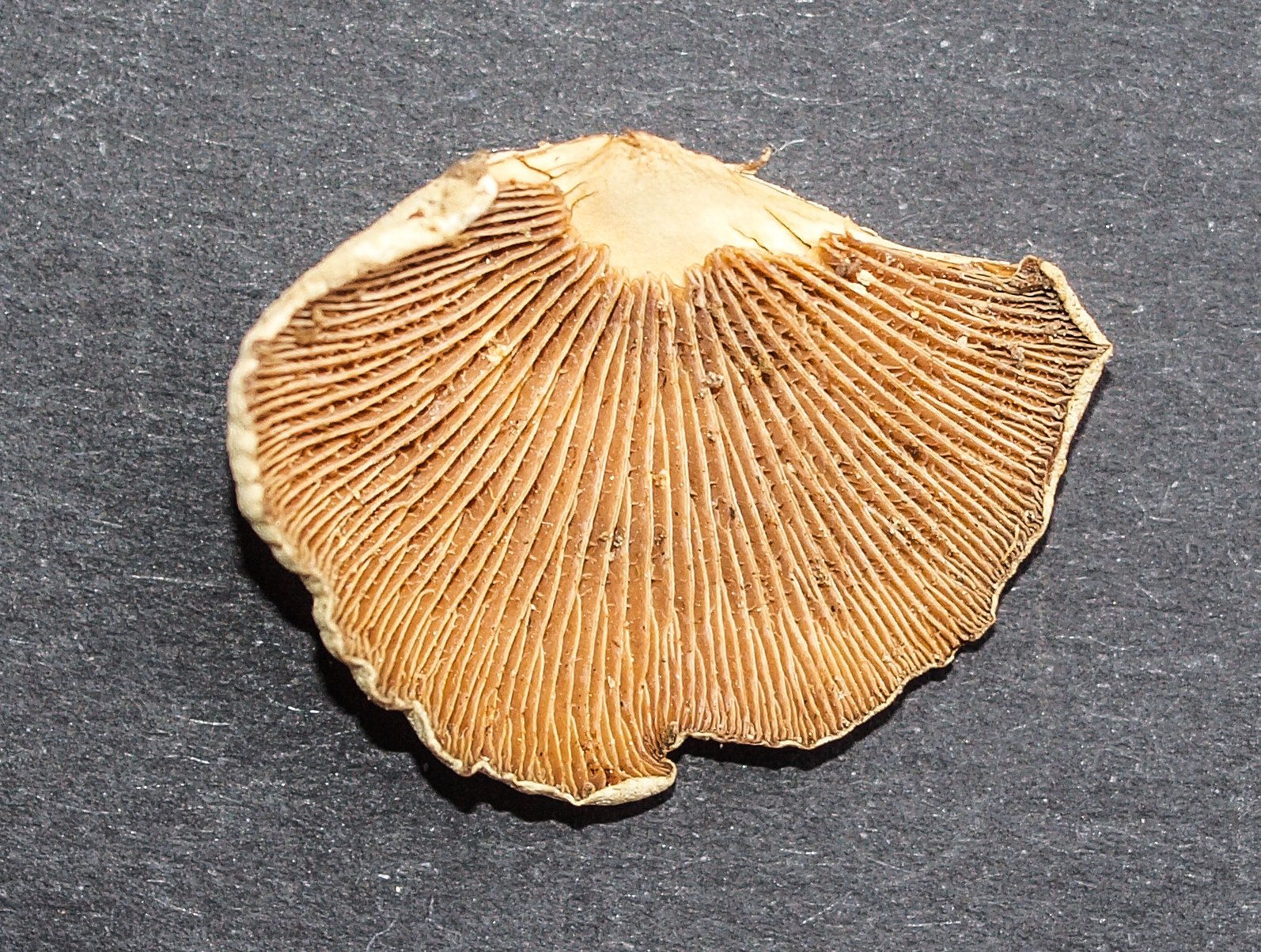